# Rafnia elliptica
Rafnia elliptica är en ärtväxtart som beskrevs av Carl Peter Thunberg. Rafnia elliptica ingår i släktet Rafnia och familjen ärtväxter. Inga underarter finns listade i Catalogue of Life.